# Hilda Gadea

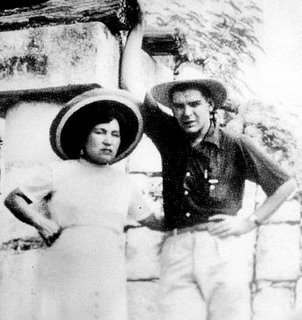
Gadea und Che Guevara 1955 auf der Hochzeitsreise

Hilda Gadea Acosta (* 21. März 1925 in Lima, Peru; † 11. Februar 1974 in Havanna, Kuba) war eine peruanische Wirtschaftswissenschaftlerin, Funktionärin der Alianza Popular Revolucionaria Americana (APRA), Autorin und erste Ehefrau des argentinisch-kubanischen Revolutionärs Che Guevara (1928–1967).

## Leben
Hilda Gadea entstammt einer wohlhabenden Mittelschichtsfamilie, engagierte sich in Peru aber schon früh in linken Jugendorganisationen. Als erste Frau gehörte sie ab 1948 dem nationalen Exekutivkomitee der Alianza Popular Revolucionaria Americana an. Sie floh nach dem Putsch von General Manuel Apolinario Odría Amoretti im Oktober 1948 zuerst in die guatemaltekische Botschaft in Lima und später nach Guatemala-Stadt. Dort arbeitete sie für die linksgerichtete Regierung unter Präsident Jacobo Árbenz Guzmán, u. a. im Instituto de Fomento a la Producción (Institut für Wirtschaftsförderung).
Im Jahr 1953 lernte Hilda Gadea in Guatemala den argentinischen Arzt Ernesto „Che“ Guevara kennen. Zwischen der eher gemäßigt linken Gadea und dem radikaleren Guevara entwickelte sich bald ein reger politischer Gedankenaustausch. Als zunächst gute Freundin half sie ihm bei der Arbeitsuche und kümmerte sich um den unter Asthmaanfällen Leidenden. Im Februar/März 1954 gestand Gadea ihrem zögerlichen Freund ihre Liebe. Im Mai 1954 musste Guevara Guatemala verlassen, weil sein Visum abgelaufen war. Gadea und Guevara verbrachten zum Abschied noch ein paar gemeinsame Tage in dem Städtchen San Juan Sacatepéquez, rund 30 Kilometer nördlich von Guatemala-Stadt, wo es dann laut Guevaras Aufzeichnungen zur ersten Liebesnacht gekommen sein soll. Anschließend reiste Guevara weiter nach El Salvador, wo er sich ein neues Visum besorgte, um ein paar Wochen später wieder nach Guatemala-Stadt zurückzukehren.
Nach dem Sturz der guatemaltekischen Arbenz-Regierung Ende Juni 1954 durch reaktionäre Kräfte unter Castillo Armas mit Unterstützung der USA wurde Gadea als Arbenz-Sympathisantin von dem neuen Regime verhaftet. Mit einem Hungerstreik konnte sie ihre baldige Freilassung am 26. Juli erzwingen. Sie beantragte auf der peruanischen Botschaft einen Reisepass, der ihr jedoch verweigert wurde. Während sie auf Nachrichten aus Lima wartete, lud sie der neue Machthaber Castillo Armas in den Präsidentenpalast ein, wo er ihr versicherte, dass sie bis zu einer Entscheidung der peruanischen Behörden in Guatemala nicht weiter verfolgt würde. Guevara befand sich derweil in der argentinischen Botschaft, wo er um Asyl nachgesucht hatte. Gadeas Versuche, ihn dort zu besuchen, schlugen fehl. Ende August bekam Guevara die Genehmigung, in sein Heimatland Argentinien auszureisen, blieb aber zunächst in Guatemala, da er den Plan gefasst hatte, nach Mexiko zu gehen.
Guevara fand Gadea schließlich in ihrem gemeinsamen Stammlokal wieder.
Während Gadea weiter auf ihre Ausreisepapiere für Peru wartete, organisierte der Argentinier in der Folgezeit seine Weiterreise nach Mexiko-Stadt. Nachdem er Mitte September 1954 dorthin ausgereist war, wurde Gadea in Guatemala erneut verhaftet. Nach einer Nacht im Arrest wurde sie an die mexikanische Grenze gebracht. Dort gelang ihr der Übertritt in die Grenzstadt Tapachula, wo sie um politisches Asyl nachsuchte. Acht Tage musste sie dort auf die Entscheidung der Behörden warten, bis sie ebenfalls nach Mexiko-Stadt gehen konnte.
Laut dem Che-Guevara-Biografen Jon Lee Anderson stand Gadeas Beziehung mit Guevara damals an einem „Scheideweg“. Gadea bezog mit einer weiteren Frau eine eigene Wohnung. Mit Guevara traf sie sich weiterhin regelmäßig, bis dieser ihr Angebot annahm, zu ihr und ihrer Mitbewohnerin in die Wohnung zu ziehen. Im Juni 1955 traf Guevara zum ersten Mal auf seinen späteren kubanischen Kampfgenossen Raúl Castro, der die Ankunft seines Bruders Fidel Castro in Mexiko vorbereiten sollte. Raúl wurde bald ein Freund des Paares.
Im September 1955 heirateten Gadea und Guevara in Mexiko-Stadt, dort wurde am 15. Februar 1956 ihre gemeinsame Tochter Hilda „Hildita“ Beatriz Guevara Gadea († 21. August 1995 in Havanna) geboren.
Am 25. November 1956 brach Che Guevara mit einer Gruppe kubanischer Revolutionäre der Bewegung des 26. Juli (M-26-7) um Fidel Castro nach Kuba auf, um dort gegen das autoritäre Regime von Fulgencio Batista zu kämpfen, das am 1. Januar 1959 zusammenbrach.
Nach dem Sieg der kubanischen Revolution übersiedelte Gadea mit ihrer Tochter nach Kuba, wo sie bis zu ihrem Tod lebte. Che Guevara lebte zu dieser Zeit bereits mit einer Kampfgefährtin, Aleida March, zusammen, die er im Oktober 1958 während der Kämpfe in Zentralkuba kennengelernt hatte. Gadea willigte in die Scheidung ein, so dass Che Guevara und March am 2. Juni 1959 heiraten konnten.
Che Guevara soll seiner zweiten Frau zuliebe auf den Kontakt mit Gadea weitgehend verzichtet haben. Die gemeinsame Tochter Hildita nahm er jedoch regelmäßig mit in seine neue Familie. Im April 1965 ging Che Guevara in den Kongo, um dort die Revolution voranzubringen, und zog dann 1966 nach Bolivien weiter, wo er am 9. Oktober 1967 von der Armee ermordet wurde.
Gadea arbeitete in Kuba als Regierungsbeamtin. Nach ihrem Tod wurde sie auf dem Cementerio Cristóbal Colón beerdigt.

## Veröffentlichungen
Hilda Gadea: Che Guevara. Los años decisivos. Mexiko 1972 (Neuaufl. unter dem Titel Mi vida con el Che. Peru 2005; Engl. My Life with Che. The Making of a Revolutionary. 2005).